# Uwe Schwenker

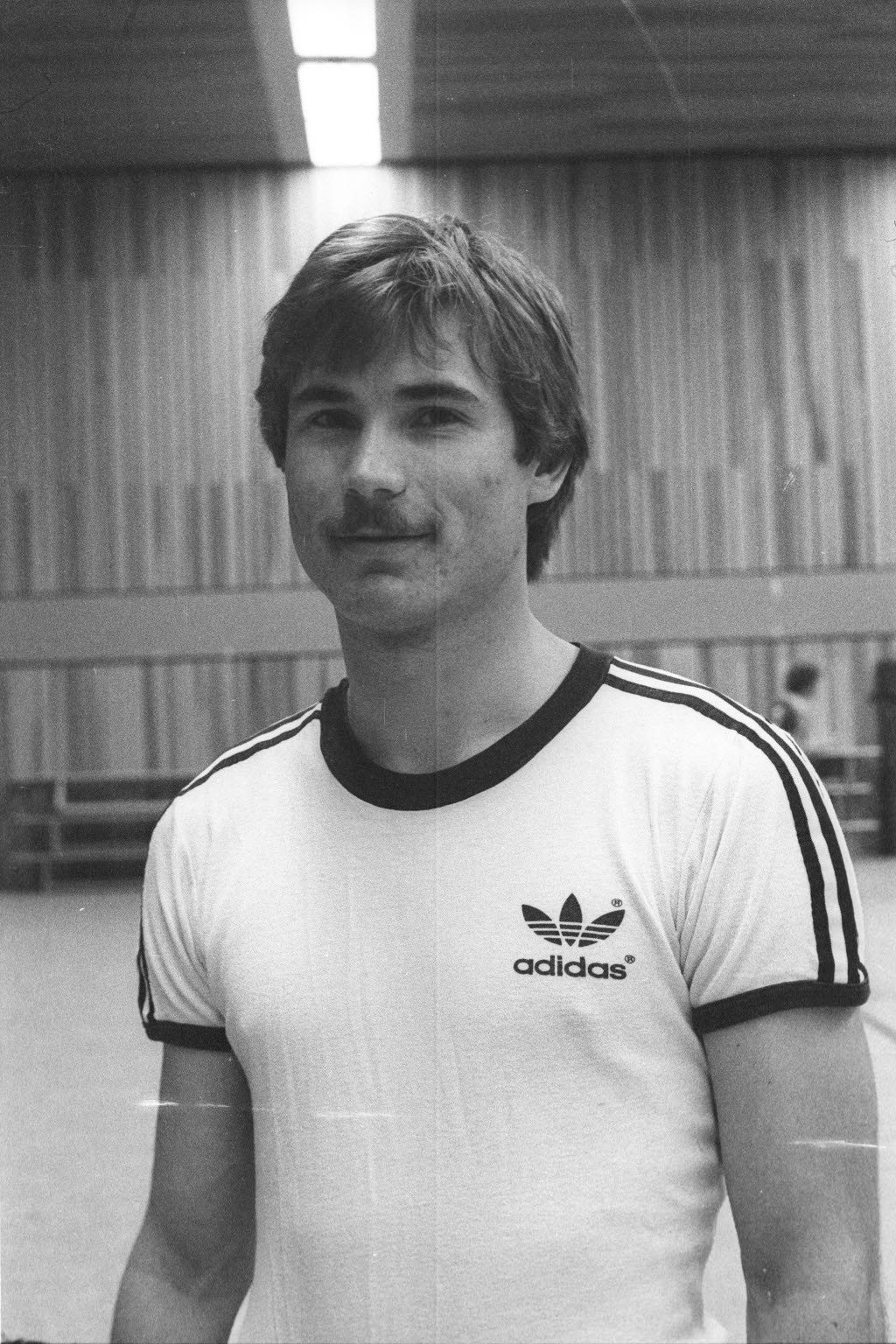
Uwe Schwenker, 1980.

Uwe Schwenker, född 24 mars 1959 i Bremen i dåvarande Västtyskland, är en tysk före detta handbollsspelare och handbollsledare. Han är högerhänt och spelade i anfall som vänstersexa. Från 1992 till 2009 var han verkställande direktör för THW Kiel, dessförinnan (1980–1992) spelade han för laget. Han hoppade även in som lagets tränare under elva matcher 1993, tills Zvonimir "Noka" Serdarušić tog över rollen.
Som spelare tog Uwe Schwenker OS-silver vid OS 1984 i Los Angeles.

## Klubbar som spelare
- TV Grambke-Bremen (1978–1980)
- THW Kiel (1980–1992)